# Perdurerande brott
Perdurerande brott är brott som anses pågå under hela den tid som ett tillstånd varar, exempelvis olaga frihetsberövande eller olovligt brukande eller fortkörning som pågår så länge föraren kör över tillåten hastighet. 
Motsatsen är att ett brott anses vara begånget vid ett visst tillfälle.
I samband med Mp3-målet noterades att för brott som består i olovligt tillgängliggörande av information, till exempel immaterialrättsligt skyddade prestationer, saknas stöd (1999) i rättspraxis eller doktrin för att uppfatta brottet som pågående så länge som materialet finns kvar på nätet.
Preskriptionstiden börjar löpa från den första handling som utgör ett fullbordat brott enligt NJA 1984 s 564. En gärningsman hade begått ett fullbordat häleri för vilket preskription inträtt. När han sedan vidtog ytterligare hälerihandlingar omfattade preskriptionen även dessa handlingar.